# Gare de Marne-la-Vallée - Chessy
A Gare de Marne-la-Vallée - Chessy egy nagy kombinált vasútállomás és RER állomás Franciaországban, 30 km-re Párizstól. Ez egy kombinált állomás, egyaránt megállnak itt a RER és a TGV vonatok is. Ez az egyik állomása a Párizsi Disneylandnak.

## Története
Az állomás a Disneyland Paris üdülőhelyen belül található, közel a vidámparkok bejárataihoz és a Disney Village bejáratához. Az állomás a RER A meghosszabbításaként nyílt meg 1992 áprilisában, a vidámpark megnyitásával egy időben. A The Walt Disney Company 38,1 millió euróval járult hozzá a 126,5 millió eurós építés költségéhez. 1994 májusában nyílt meg az állomás nagysebességű vasúti része, két évvel az állomás RER-része után.

## Járatok
Közvetlen TGV-járatok közlekednek többek között Bordeaux-ba, Marseille-be, Nizzába, Lyonba, Rennes-be, Lille-be, Nantes-ba, Limoges-ba, Toulouse-ba, Montpellier-be, Orléans-ba, Grenoble-ba és Brüsszelbe. 1996. június 29-én az Eurostar közvetlen járatokat indított London Waterloo-ból. Marne-la-Vallée-Chessy az Ouigo járatai által Párizs felé használt vasúti fejpályaudvar. Az utasok a Charles de Gaulle repülőtér TGV-állomásáról kevesebb mint 10 perc alatt eljuthatnak erre az állomásra.

## Határellenőrzés
Az állomás brit nemzeti vasúti állomáskódja MCK, mivel az Eurostar-hálózat része, bár az Eurostar nem része a National Railnek. Mivel Marne-la-Vallée - Chessy egy Eurostar állomás, az állomás 2. emeletén egy erre a célra kialakított területen találhatóak az Eurostar check-in területek és a francia határrendőrség és vámhatóság által működtetett határellenőrző fülkék. Korábban az Egyesült Királyság határőrizeti hivatala üzemeltetett egymás melletti ellenőrzéseket, és végezte a beszállás előtti bevándorlási ellenőrzéseket az állomáson. Az Egyesült Királyság azonban megszüntette ezt az intézkedést. Ennek megfelelően az utasok a brit bevándorlási és vámellenőrzésen az Egyesült Királyságban az érkezési állomáson esnek át.

## Vasútvonalak
Az állomást az alábbi vasútvonalak érintik:
- LGV Interconnexion Est

## Kapcsolódó állomások
A vasútállomáshoz az alábbi állomások vannak a legközelebb:
- Gare Aéroport Charles-de-Gaulle 2 TGV (TGV)
- Gare du Val d'Europe (Gare de Saint-Germain-en-Laye, A RER-vonal)